# TRNK specifična za više mesta:(citozin-C5)-metiltransferaza
TRNK specifična za više mesta:(citozin-5)-metiltransferaza (EC 2.1.1.202, za više mesta specifična tRNK:m5C-metiltransferaza, TRM4 (gen)) je enzim sa sistematskim imenom S-adenozil--metionin:tRNK (citozin-5)-metiltransferaza. Ovaj enzim katalizuje sledeću hemijsku reakciju
(1) -adenozil--metionin + citozin34 u tRNK prekurzoru {\displaystyle \rightleftharpoons } -adenozil--homocistein + 5-metilcitozin34 u tNK prekurzoru
(2) -adenozil--metionin + citozin40 u tRNK prekurzoru {\displaystyle \rightleftharpoons } -adenozil--homocistein + 5-metilcitozin40 u tRNK prekurzoru
(3) -adenozil--metionin + citozin48 u tRNK {\displaystyle \rightleftharpoons } -adenozil--homocistein + 5-metilcitozin48 u tRNK
(4) -adenozil--metionin + citozin49 u tRNK {\displaystyle \rightleftharpoons } -adenozil--homocistein + 5-metilcitozin49 u tRNK
Enzim iz Saccharomyces cerevisiae je odgovoran za kompletnu metilaciju 5-metilcitozina kvašćane tRNK. Učestalost modifikacija zavisi od pozicije citozina u tRNK. U pozicijama 34 i 40, 5-metilcitozin je prisutan samo u dve kvaščane tRNK (tRNKLeu(CUA) i tRNKPhe(GAA), respektivno).

## Literatura
- Nicholas C. Price; Lewis Stevens (1999). Fundamentals of Enzymology: The Cell and Molecular Biology of Catalytic Proteins (Third изд.). USA: Oxford University Press. ISBN 019850229X.
- Eric J. Toone (2006). Advances in Enzymology and Related Areas of Molecular Biology, Protein Evolution (Volume 75 изд.). Wiley-Interscience. ISBN 0471205036.
- Branden C; Tooze J. Introduction to Protein Structure. New York, NY: Garland Publishing. ISBN 0-8153-2305-0.
- Irwin H. Segel. Enzyme Kinetics: Behavior and Analysis of Rapid Equilibrium and Steady-State Enzyme Systems (Book 44 изд.). Wiley Classics Library. ISBN 0471303097.
- William P. Jencks (1987). Catalysis in Chemistry and Enzymology. Dover Publications. ISBN 0486654605.

## Spoljašnje veze
- Multisite-specific+tRNA:(cytosine-C5)-methyltransferase на 